# Pryteria apicata
Pryteria apicata là một loài bướm đêm thuộc phân họ Arctiinae, họ Erebidae.